# Pocharica venusta
Pocharica venusta är en insektsart som först beskrevs av Stsl 1866.  Pocharica venusta ingår i släktet Pocharica och familjen Ricaniidae. Inga underarter finns listade i Catalogue of Life.